# Complejo de lanzamiento 39A del Centro Espacial Kennedy
El Complejo de Lanzamiento 39A (LC-39A) es la primera de las tres plataformas de lanzamiento del Complejo de Lanzamiento 39, ubicada en el Centro Espacial Kennedy de la NASA en Merritt Island, Florida. La plataforma, junto con el Complejo de Lanzamiento 39B, se construyó por primera vez en la década de 1960 para acomodar el vehículo de lanzamiento Saturno V, y se ha utilizado para apoyar misiones de vuelos espaciales tripulados de la NASA, incluido el histórico alunizaje del Apolo 11 y el transbordador espacial. El sitio está actualmente arrendado por SpaceX y admite lanzamientos de los cohetes Falcon 9 y Falcon Heavy.

## Historia

### Programa Apolo
En 1961, el presidente estadounidense Kennedy propuso al Congreso de su país el objetivo de llevar un hombre a la Luna a finales de la década. La aprobación del Congreso condujo al lanzamiento del programa Apolo, que requirió una expansión masiva de las operaciones de la NASA, incluida una expansión de las operaciones de lanzamiento desde el Cabo hasta la adyacente Isla Merritt al norte y al oeste.
El complejo de lanzamiento 39A, llamado originalmente Complejo de lanzamiento 39C, fue diseñado para manejar los lanzamientos del cohete Saturno V, el vehículo de lanzamiento más grande y poderoso, que propulsaría la nave espacial Apolo a la Luna. El primer lanzamiento desde el Complejo de Lanzamiento 39A ocurrió en 1967 con el primer lanzamiento del Saturno V, que transportaba la nave espacial no tripulada Apolo 4. El segundo lanzamiento sin tripulación, Apolo 6, también utilizó la plataforma 39A. Con la excepción del Apolo 10, que utilizó la plataforma 39B (debido a que las pruebas "totales" resultaron en un período de respuesta de dos meses), todos los lanzamientos tripulados del Apolo-Saturno V, comenzando con el Apolo 8, utilizaron la plataforma 39A.

### Programa Skylab
El complejo de lanzamiento 39A se utilizó para el lanzamiento sin tripulación de la estación espacial Skylab el 14 de mayo de 1973. Para ello se utilizó un Saturno V modificado, construido originalmente para la misión cancelada Apolo 18. Las siguientes misiones tripuladas del Skylab se lanzaron desde el Complejo de Lanzamiento 39B utilizando vehículos de lanzamiento Saturno IB.

### Transbordador espacial
Con la llegada del programa del Transbordador Espacial a principios de la década de 1980, la estructura original de las plataformas de lanzamiento se remodeló para satisfacer las necesidades del Transbordador Espacial. El primer uso de la plataforma 39A para el transbordador espacial se produjo en 1979, cuando el Enterprise se utilizó para comprobar las instalaciones antes del primer lanzamiento operativo. Desde entonces, la plataforma 39A albergó todos los lanzamientos del transbordador espacial hasta enero de 1986, cuando Transbordador Espacial Challenger se convertiría en el primero en lanzarse desde la plataforma 39B durante la desafortunada misión STS-51-L.
Durante el lanzamiento del Discovery en la misión STS-124 el 31 de mayo de 2008, la plataforma de LC-39A sufrió daños importantes, en particular en la zanja de hormigón utilizada para desviar las llamas de los SRB. La investigación posterior encontró que el daño fue resultado de la carbonatación del epoxi y la corrosión de los anclajes de acero que mantenían en su lugar los ladrillos refractarios en la zanja. El daño se vio agravado por el hecho de que el ácido clorhídrico es un subproducto de los gases de escape de los cohetes propulsores sólidos.
Al igual que durante los primeros 24 vuelos del transbordador, el LC-39A apoyó los vuelos finales del transbordador, comenzando con el STS-117 en junio de 2007 y terminando con el retiro de la flota de transbordadores en julio de 2011. En total, la plataforma 39A albergó 94 lanzamientos entre 1967 y 2011, incluidos 12 cohetes Saturno V y 82 transbordadores espaciales. Antes del acuerdo de arrendamiento de SpaceX, la plataforma permaneció tal como estaba cuando Atlantis se lanzó en la última misión del transbordador el 8 de julio de 2011, completa con una plataforma de lanzamiento móvil. Originalmente, la plataforma iba a ser modificada para el cohete Ares V para el programa Constelación a mediados de la década de 2010, luciendo idéntica al LC-39B con las tres torres de iluminación. Estaba previsto que el Ares I fuera lanzado en el satélite adyacente 39B, pero el programa Constelación fue cancelado en 2010.

### SpaceX

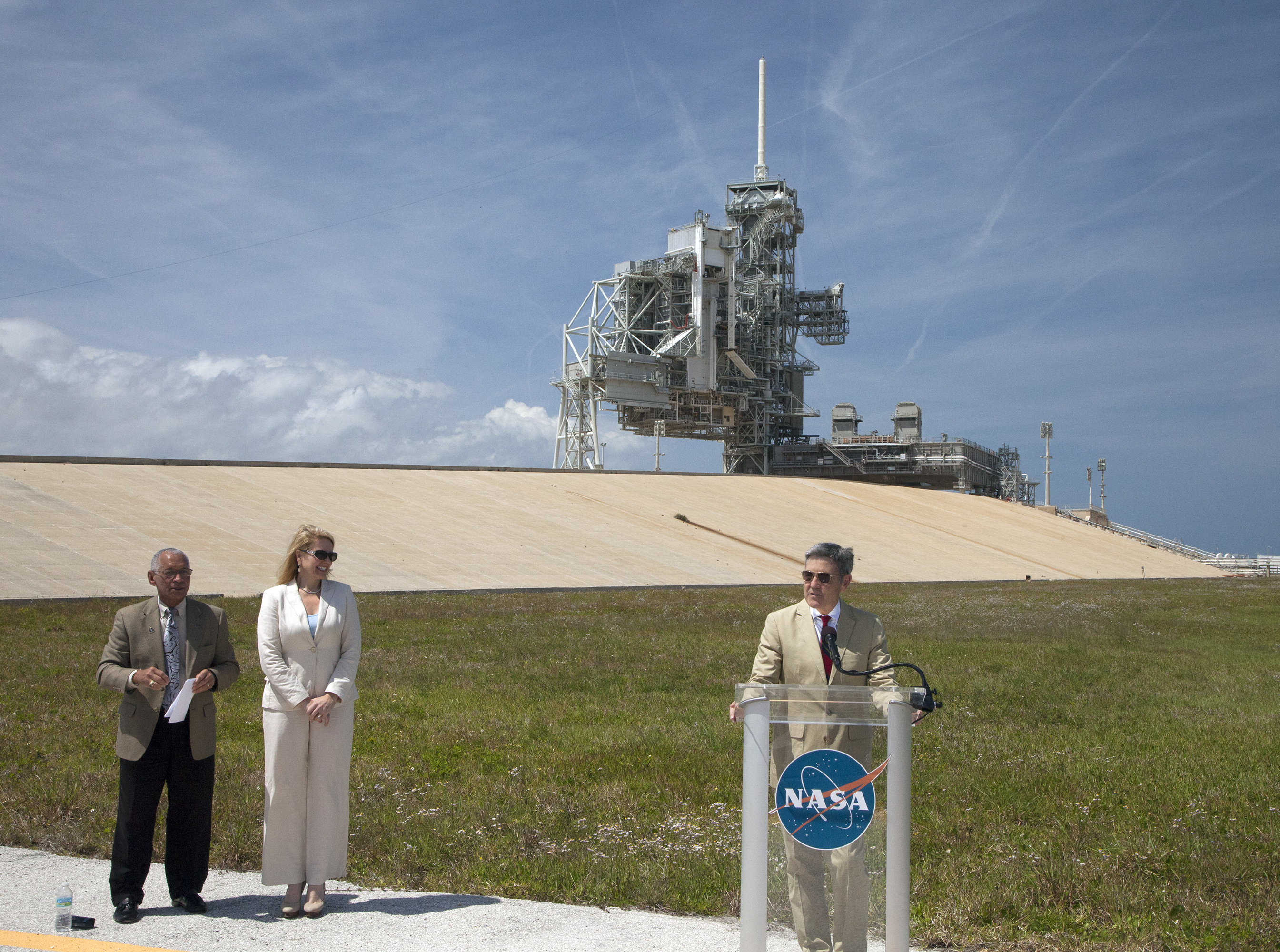
El director de KSC, Bob Cabana, anuncia la firma del contrato de arrendamiento de la plataforma 39A el 14 de abril de 2014. La directora de operaciones de SpaceX, Gwynne Shotwell, está cerca.

En 2011 estaban en marcha las conversaciones para el uso de la plataforma entre la NASA y Space Florida —la agencia de desarrollo económico del estado de Florida— pero no se materializó ningún acuerdo en 2012, y la NASA buscó entonces otras opciones para retirar la plataforma del inventario del gobierno federal.
A principios de 2013, la NASA anunció públicamente que permitiría a los proveedores de lanzamiento comercial arrendar el LC-39A, y, en mayo de 2013, realizó una convocatoria formal de propuestas para el uso comercial de la plataforma. Hubo dos ofertas en competencia para el uso comercial del complejo de lanzamiento. SpaceX presentó una oferta para el uso exclusivo del complejo de lanzamiento, mientras que Blue Origin de Jeff Bezos presentó una oferta para el uso compartido no exclusivo del complejo, de modo que la plataforma de lanzamiento pudiera manejar múltiples vehículos y los costos pudieran compartirse a largo plazo. Un posible usuario compartido en el plan de Blue Origin era United Launch Alliance. Antes de que finalizara el período de licitación y antes de cualquier anuncio público por parte de la NASA sobre los resultados del proceso, Blue Origin presentó una protesta ante la Oficina General de Contabilidad de EE. UU. (GAO) "por lo que dice es un plan de la NASA para otorgar un contrato de arrendamiento comercial exclusivo a SpaceX para el uso de la plataforma de lanzamiento 39A del transbordador espacial, que se encuentra descontinuada". La NASA había planeado completar la adjudicación de la licitación y tener la plataforma transferida para el 1 de octubre de 2013, pero la protesta "retrasará cualquier decisión hasta que la GAO tome una decisión, prevista para mediados de diciembre". El 12 de diciembre de 2013, la GAO rechazó la protesta y se puso del lado de la NASA, que argumentó que la solicitud no contenía ninguna preferencia sobre el uso de la instalación como de uso múltiple o de uso único. "El documento [de convocatoria] simplemente pide a los licitantes que expliquen sus razones para seleccionar un enfoque en lugar del otro y cómo gestionarían la instalación".
El 13 de diciembre de 2013, la NASA anunció que había seleccionado a SpaceX como nuevo inquilino comercial. El 14 de abril de 2014, SpaceX firmó un acuerdo de arrendamiento que le otorgaba un arrendamiento exclusivo de 20 años del LC-39A. SpaceX planeó lanzar sus vehículos de lanzamiento desde la plataforma y construir un nuevo hangar cerca. Elon Musk, director ejecutivo de SpaceX, declaró que quería trasladar la mayoría de los lanzamientos de SpaceX a la NASA al LC-39A, incluidas las misiones comerciales de carga y tripulación a la Estación Espacial Internacional.

#### Modificaciones
En 2015, SpaceX construyó la Instalación de Integración Horizontal (HIF) justo afuera del perímetro de la plataforma de lanzamiento existente para albergar los cohetes Falcon 9 y Falcon Heavy, y su hardware y cargas útiles asociadas, durante la preparación para el vuelo. Ambos tipos de vehículos de lanzamiento se transportan desde el HIF hasta la plataforma de lanzamiento a bordo de un transportador erector (TE) que se desplaza sobre rieles a lo largo del antiguo camino de orugas. También en 2015, se construyó el soporte de lanzamiento del Falcon Heavy en la plataforma 39A sobre la infraestructura existente. Las obras tanto en el edificio del HIF como en la plataforma se completaron prácticamente a finales de 2015. En noviembre de 2015 se realizó una prueba de lanzamiento del nuevo Transporter Erector.
En febrero de 2016, SpaceX indicó que habían "completado y activado el Complejo de Lanzamiento 39A",pero que todavía tenían más trabajo por hacer para apoyar los vuelos tripulados. SpaceX originalmente planeó estar listo para lograr el primer lanzamiento en la plataforma 39A (de un Falcon Heavy) tan pronto como 2015, ya que tenían arquitectos e ingenieros trabajando en el nuevo diseño y las modificaciones desde 2013. A finales de 2014, se fijó una fecha preliminar para un ensayo general húmedo del Falcon Heavy para no antes del 1 de julio de 2015. Debido a una falla en el lanzamiento del Falcon 9 en junio de 2015, SpaceX retrasó el lanzamiento del Falcon Heavy para centrarse en la investigación de la falla del Falcon 9 y su regreso al vuelo.
A principios de 2016, considerando el intenso manifiesto de lanzamiento del Falcon 9, no quedó claro si el Falcon Heavy sería el primer vehículo en lanzarse desde la plataforma 39A, o si una o más misiones del Falcon 9 precederían al lanzamiento del Falcon Heavy. En los meses siguientes, el lanzamiento del Falcon Heavy se retrasó varias veces y finalmente se retrasó hasta febrero de 2018.
SpaceX utilizó la antigua Estructura de Servicio Fijo (FSS) de las torres de lanzamiento de Pad 39A e inicialmente tenía la intención de extenderla por encima de su antigua 350 pies (106,7 m) altura. No necesitaba la Estructura de Servicio Rotatorio (RSS) y la eliminó a partir de febrero de 2016.
La NASA retiró el brazo de servicio del orbitador (con la intención de posteriormente utilizar el espacio para construir un museo) y la sala blanca por la que los astronautas entraban al transbordador espacial. SpaceX indicó a finales de 2014 que no se añadirían niveles adicionales al FSS en el corto plazo. SpaceX planeaba agregar eventualmente al menos dos niveles adicionales al FSS, para proporcionar acceso a la tripulación para los lanzamientos de Dragon 2.
En agosto de 2018, el brazo de acceso de la tripulación (CAA) de SpaceX se instaló en un nuevo nivel, que se construyó a la altura necesaria para ingresar a la nave espacial Crew Dragon a bordo de un cohete Falcon 9. Se parece mucho a las pasarelas que se encuentran frecuentemente en los aeropuertos. En septiembre de 2018, el renovado sistema de salida de emergencia del transbordador espacial se elevó a este nuevo nivel.
SpaceX agregó un brazo de acceso al pórtico de la tripulación y una sala blanca para permitir el ingreso de la tripulación y la carga al vehículo. El sistema de canasta deslizante de alambre para evacuación del transbordador espacial existente fue reutilizado para proporcionar una salida de emergencia segura para la tripulación del Dragon en caso de una emergencia en la plataforma que no requiera el uso del sistema de aborto de lanzamiento del Crew Dragon".
En 2019, SpaceX comenzó una modificación sustancial del LC 39A para comenzar a trabajar en la fase 1 de la construcción para preparar la instalación para lanzar prototipos del gran cohete 9 metros (30 cohete reutilizable de metalox de 2,5 m de diámetro, Starship, desde un puesto de lanzamiento, que volaría desde 39A en trayectorias de vuelo de prueba suborbitales con seis o menos motores Raptor. Se planeó una segunda fase de la construcción para 2020 para construir un soporte de lanzamiento mucho más capaz de lanzar todo el vehículo de lanzamiento Starship, impulsado por 33 motores Raptor y produciendo un total de 72 Minnesota (16.000.000 lbf) de empuje de despegue al despegar 39A.
En agosto de 2019, SpaceX presentó una evaluación ambiental para el sistema de lanzamiento Starship en el Centro Espacial Kennedy. Este documento incluía planes para la construcción de estructuras adicionales en LC-39A para apoyar los lanzamientos de Starship, incluida una plataforma dedicada, tanques de metano líquido y una zona de aterrizaje. Estas son independientes de las estructuras existentes que soportan los lanzamientos de Falcon 9 y Falcon Heavy.
En diciembre de 2021, SpaceX inició la construcción de una plataforma de lanzamiento orbital Starship en el sitio.
El 16 de junio de 2022, el primer segmento de la torre de la plataforma orbital de Starship llegó a LC-39A. El apilamiento comenzó el 21 de junio y el soporte de lanzamiento de Starship también estaba en construcción. En 2024, se estaba preparando una Declaración de Impacto Ambiental adicional para respaldar una cadencia de lanzamiento anual de más de 40 lanzamientos de Starship.

#### Historial de lanzamiento
El primer lanzamiento de SpaceX desde la plataforma 39A fue el SpaceX CRS-10 el 19 de febrero de 2017, utilizando un vehículo de lanzamiento Falcon 9; fue la décima misión de reabastecimiento de carga de la compañía a la Estación Espacial Internacional, y el primer lanzamiento sin tripulación desde 39A desde Skylab.
Mientras el Complejo de lanzamiento espacial 40 de Cabo Cañaveral (SLC-40) se encontraba en reconstrucción después de la pérdida del satélite AMOS-6 ocurrida el 1 de septiembre de 2016, todos los lanzamientos de la costa este de SpaceX fueron desde la Plataforma 39A hasta que el SLC-40 volvió a estar operativo en diciembre de 2017. Entre ellos se incluyó el lanzamiento, el 1 de mayo de 2017, de NROL-76, la primera misión de SpaceX para la Oficina Nacional de Reconocimiento, con una carga útil clasificada.
El 6 de febrero de 2018, Pad 39A albergó el exitoso despegue del Falcon Heavy en su lanzamiento inaugural, llevando el automóvil Tesla Roadster de Elon Musk al espacio; y el primer vuelo de la nave espacial calificada para humanos Dragon 2; (Demo-1) tuvo lugar allí el 2 de marzo de 2019.
El segundo vuelo del Falcon Heavy, que transportaba el satélite de comunicaciones Arabsat-6A para Arabsat de Arabia Saudita, se lanzó con éxito el 11 de abril de 2019. El satélite proporcionará servicios de comunicaciones en banda Ku y banda Ka para Oriente Medio y el norte de África, así como para Sudáfrica. El lanzamiento fue notable ya que marcó la primera vez que SpaceX pudo aterrizar suavemente con éxito las tres etapas de refuerzo reutilizables, que iban a ser renovadas para futuros lanzamientos.
El vuelo de prueba Crew Dragon Demo-2 se lanzó con los astronautas Bob Behnken y Doug Hurley desde el complejo de lanzamiento 39A el 30 de mayo de 2020 y se acopló al adaptador de acoplamiento presurizado PMA-2 en el módulo Harmony de la ISS el 31 de mayo de 2020. La primera misión tripulada comercial operativa, Crew-1, se lanzó el 15 de noviembre de 2020.
El 15 de febrero de 2024 SpaceX lanzó el módulo de aterrizaje robótico IM-1 para el programa de Servicios Comerciales de Carga Útil Lunar de la NASA, devolviendo la plataforma a las misiones lunares desde el final del programa Apolo. La misión Starlink Group 6-56 se lanzó el 8 de mayo de 2024 y fue el 83° lanzamiento del Falcon 9 desde LC-39A. Ese hito convirtió a la familia de cohetes en la plataforma líder para lanzamientos desde ese complejo de lanzamiento, superando los 82 lanzamientos del transbordador espacial.

## Estadísticas de lanzamiento
- Saturno V
- Transbordador espacial
- Falcon 9
- Falcon Heavy

## Estatus actual

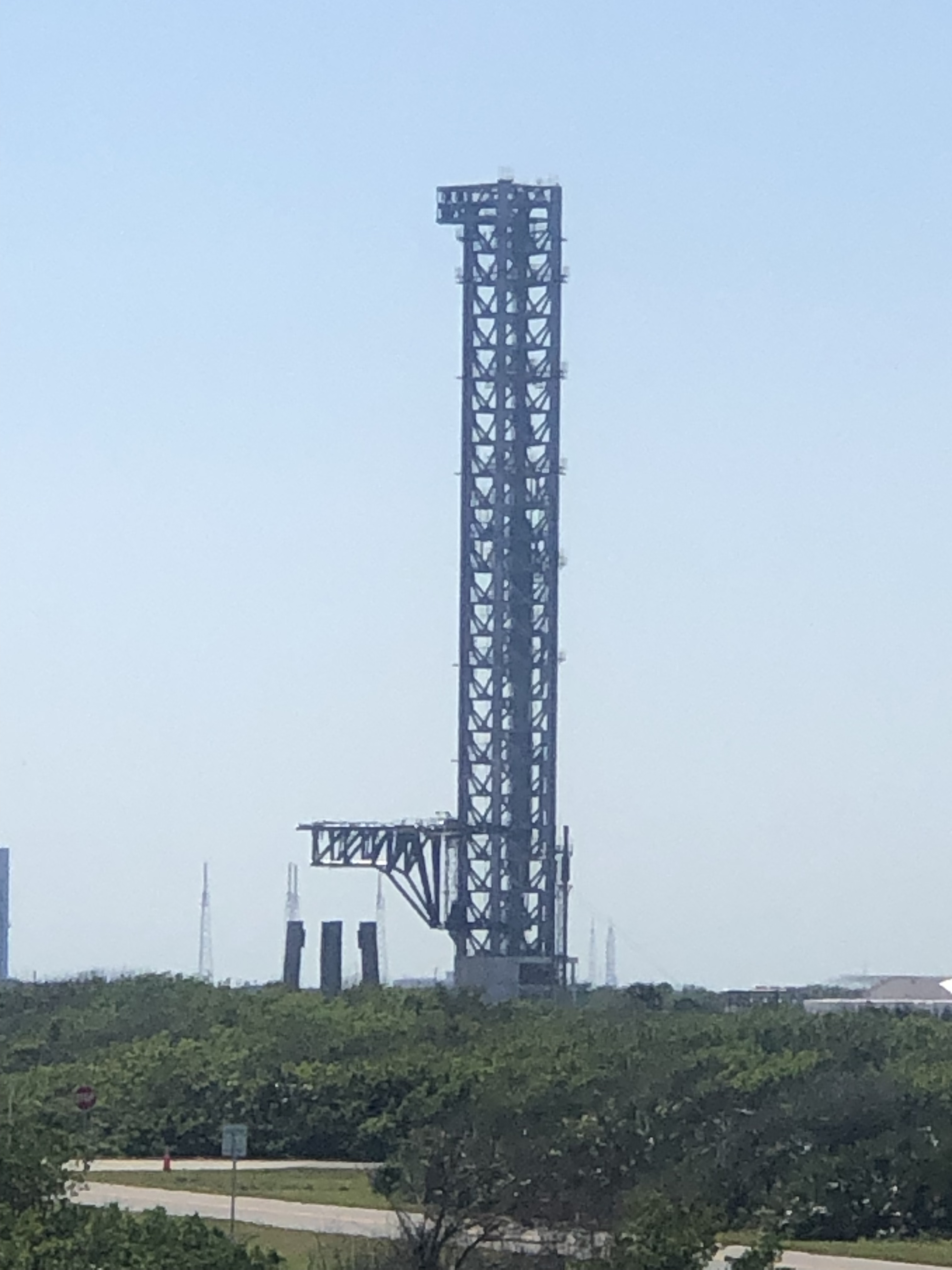
Torre de la plataforma de lanzamiento orbital Starship de SpaceX y "brazo de captura"

El fabricante aeroespacial privado estadounidense y la compañía de servicios de transporte espacial SpaceX es el titular del contrato de arrendamiento desde el 14 de abril de 2014. Los términos del acuerdo otorgaron a SpaceX un contrato de arrendamiento exclusivo de 20 años para el LC-39A. SpaceX ha lanzado sus vehículos de lanzamiento desde la plataforma desde el lanzamiento de la misión de reabastecimiento SpaceX CRS-10 Dragon en 2017, y misiones tripuladas desde el lanzamiento de la misión Crew Dragon Demo-2 en 2020. Actualmente, la plataforma 39A se utiliza para albergar lanzamientos de astronautas en la versión tripulada de la cápsula espacial Dragon en una asociación público-privada con la NASA.
SpaceX ensambla sus vehículos de lanzamiento horizontalmente en un hangar cerca de la plataforma y los transporta horizontalmente a la plataforma antes de erigir el vehículo en posición vertical para el lanzamiento. Para las misiones militares desde la plataforma 39A, las cargas útiles se integran verticalmente, como lo exige un contrato de lanzamiento con la Fuerza Aérea de los Estados Unidos.

## Historial de lanzamiento

### Lista de lanzamientos
Al partir del 1 de agosto de 2025

#### Lista de lanzamientos anteriores
| Fecha                    | Hora (UTC) | Tipo de cohete | Número de serie / Transbordador | Misión / Carga útil                                  |
| ------------------------ | ---------- | -------------- | ------------------------------- | ---------------------------------------------------- |
| 9 de noviembre de 1967   | 12:00      | Saturn V       | SA-501                          | Apolo 4                                              |
| 4 de abril de 1968       | 16:12      | Saturn V       | SA-502                          | Apolo 6                                              |
| 21 de diciembre de 1968  | 12:51      | Saturn V       | SA-503                          | Apolo 8                                              |
| 3 de marzo de 1969       | 16:00      | Saturn V       | SA-504                          | Apolo 9                                              |
| 16 de julio de 1969      | 13:32      | Saturn V       | SA-506                          | Apolo 11                                             |
| 14 de noviembre de 1969  | 16:22      | Saturn V       | SA-507                          | Apolo 12                                             |
| 11 de abril de 1970      | 19:13      | Saturn V       | SA-508                          | Apolo 13                                             |
| 31 de enero de 1971      | 21:03      | Saturn V       | SA-509                          | Apolo 14                                             |
| 26 de julio de 1971      | 13:34      | Saturn V       | SA-510                          | Apolo 15                                             |
| 16 de abril de 1972      | 17:54      | Saturn V       | SA-511                          | Apolo 16                                             |
| 7 de diciembre de 1972   | 05:33      | Saturn V       | SA-512                          | Apolo 17                                             |
| 14 de mayo de 1973       | 17:30      | Saturn IB      | SA-513                          | Skylab 1                                             |
| 12 de abril de 1981      | 12:00      | Space Shuttle  | Columbia                        | STS-1                                                |
| 12 de noviembre de 1981  | 15:10      | Space Shuttle  | Columbia                        | STS-2                                                |
| 22 de marzo de 1982      | 16:00      | Space Shuttle  | Columbia                        | STS-3                                                |
| 27 de junio de 1982      | 15:00      | Space Shuttle  | Columbia                        | STS-4                                                |
| 11 de noviembre de 1982  | 12:19      | Space Shuttle  | Columbia                        | STS-5                                                |
| 4 de abril de 1983       | 18:30      | Space Shuttle  | Challenger                      | STS-6                                                |
| 18 de junio de 1983      | 11:33      | Space Shuttle  | Challenger                      | STS-7                                                |
| 30 de agosto de 1983     | 06:32      | Space Shuttle  | Challenger                      | STS-8                                                |
| 28 de noviembre de 1983  | 16:00      | Space Shuttle  | Columbia                        | STS-9                                                |
| 3 de febrero de 1984     | 13:00      | Space Shuttle  | Challenger                      | STS-41-B                                             |
| 6 de abril de 1984       | 13:58      | Space Shuttle  | Challenger                      | STS-41-C                                             |
| 30 de agosto de 1984     | 12:41      | Space Shuttle  | Discovery                       | STS-41-D                                             |
| 5 de octubre de 1984     | 11:03      | Space Shuttle  | Challenger                      | STS-41-G                                             |
| 8 de noviembre de 1984   | 12:15      | Space Shuttle  | Discovery                       | STS-51-A                                             |
| 24 de enero de 1985      | 19:50      | Space Shuttle  | Discovery                       | STS-51-C                                             |
| 12 de abril de 1985      | 13:59      | Space Shuttle  | Discovery                       | STS-51-D                                             |
| 29 de abril de 1985      | 16:02      | Space Shuttle  | Challenger                      | STS-51-B                                             |
| 17 de junio de 1985      | 11:33      | Space Shuttle  | Discovery                       | STS-51-G                                             |
| 29 de julio de 1985      | 22:00      | Space Shuttle  | Challenger                      | STS-51-F                                             |
| 27 de agosto de 1985     | 10:58      | Space Shuttle  | Discovery                       | STS-51-I                                             |
| 3 de octubre de 1985     | 15:15      | Space Shuttle  | Atlantis                        | STS-51-J                                             |
| 30 de octubre de 1985    | 17:00      | Space Shuttle  | Challenger                      | STS-61-A                                             |
| 26 de noviembre de 1985  | 00:29      | Space Shuttle  | Atlantis                        | STS-61-B                                             |
| 12 de enero de 1986      | 11:55      | Space Shuttle  | Columbia                        | STS-61-C                                             |
| 9 de enero de 1990       | 12:35      | Space Shuttle  | Columbia                        | STS-32                                               |
| 28 de febrero de 1990    | 07:50      | Space Shuttle  | Atlantis                        | STS-36                                               |
| 15 de noviembre de 1990  | 23:48      | Space Shuttle  | Atlantis                        | STS-38                                               |
| 28 de abril de 1991      | 11:33      | Space Shuttle  | Discovery                       | STS-39                                               |
| 2 de agosto de 1991      | 15:02      | Space Shuttle  | Atlantis                        | STS-43                                               |
| 12 de septiembre de 1991 | 23:11      | Space Shuttle  | Discovery                       | STS-48                                               |
| 24 de noviembre de 1991  | 23:44      | Space Shuttle  | Atlantis                        | STS-44                                               |
| 22 de enero de 1992      | 14:52      | Space Shuttle  | Discovery                       | STS-42                                               |
| 24 de marzo de 1992      | 13:13      | Space Shuttle  | Atlantis                        | STS-45                                               |
| 25 de junio de 1992      | 16:12      | Space Shuttle  | Columbia                        | STS-50                                               |
| 2 de diciembre de 1992   | 13:24      | Space Shuttle  | Discovery                       | STS-53                                               |
| 26 de abril de 1993      | 14:50      | Space Shuttle  | Columbia                        | STS-55                                               |
| 3 de febrero de 1994     | 12:10      | Space Shuttle  | Discovery                       | STS-60                                               |
| 9 de abril de 1994       | 11:05      | Space Shuttle  | Endeavour                       | STS-59                                               |
| 8 de julio de 1994       | 04:43      | Space Shuttle  | Columbia                        | STS-65                                               |
| 30 de septiembre de 1994 | 11:16      | Space Shuttle  | Endeavour                       | STS-68                                               |
| 2 de marzo de 1995       | 06:38      | Space Shuttle  | Endeavour                       | STS-67                                               |
| 27 de junio de 1995      | 19:32      | Space Shuttle  | Atlantis                        | STS-71                                               |
| 7 de septiembre de 1995  | 15:09      | Space Shuttle  | Endeavour                       | STS-69                                               |
| 12 de noviembre de 1995  | 12:30      | Space Shuttle  | Atlantis                        | STS-74                                               |
| 16 de septiembre de 1996 | 08:54      | Space Shuttle  | Atlantis                        | STS-79                                               |
| 11 de febrero de 1997    | 08:55      | Space Shuttle  | Discovery                       | STS-82                                               |
| 4 de abril de 1997       | 19:20      | Space Shuttle  | Columbia                        | STS-83                                               |
| 15 de mayo de 1997       | 08:07      | Space Shuttle  | Atlantis                        | STS-84                                               |
| 1 de julio de 1997       | 18:02      | Space Shuttle  | Columbia                        | STS-94                                               |
| 7 de agosto de 1997      | 14:41      | Space Shuttle  | Discovery                       | STS-85                                               |
| 25 de septiembre de 1997 | 14:34      | Space Shuttle  | Atlantis                        | STS-86                                               |
| 22 de enero de 1998      | 02:48      | Space Shuttle  | Endeavour                       | STS-89                                               |
| 2 de junio de 1998       | 22:06      | Space Shuttle  | Discovery                       | STS-91                                               |
| 4 de diciembre de 1998   | 08:35      | Space Shuttle  | Endeavour                       | STS-88                                               |
| 11 de febrero de 2000    | 16:43      | Space Shuttle  | Endeavour                       | STS-99                                               |
| 19 de mayo de 2000       | 10:11      | Space Shuttle  | Atlantis                        | STS-101                                              |
| 11 de octubre de 2000    | 23:17      | Space Shuttle  | Discovery                       | STS-92                                               |
| 7 de febrero de 2001     | 23:13      | Space Shuttle  | Atlantis                        | STS-98                                               |
| 19 de abril de 2001      | 18:40      | Space Shuttle  | Endeavour                       | STS-100                                              |
| 10 de agosto de 2001     | 21:10      | Space Shuttle  | Discovery                       | STS-105                                              |
| 1 de marzo de 2002       | 11:22      | Space Shuttle  | Columbia                        | STS-109                                              |
| 5 de junio de 2002       | 21:22      | Space Shuttle  | Endeavour                       | STS-111                                              |
| 23 de noviembre de 2002  | 00:49      | Space Shuttle  | Endeavour                       | STS-113                                              |
| 16 de enero de 2003      | 15:39      | Space Shuttle  | Columbia                        | STS-107                                              |
| 8 de junio de 2007       | 23:38      | Space Shuttle  | Atlantis                        | STS-117                                              |
| 8 de agosto de 2007      | 22:36      | Space Shuttle  | Endeavour                       | STS-118                                              |
| 23 de octubre de 2007    | 15:38      | Space Shuttle  | Discovery                       | STS-120                                              |
| 7 de febrero de 2008     | 19:45      | Space Shuttle  | Atlantis                        | STS-122                                              |
| 11 de marzo de 2008      | 06:28      | Space Shuttle  | Endeavour                       | STS-123                                              |
| 31 de mayo de 2008       | 21:02      | Space Shuttle  | Discovery                       | STS-124                                              |
| 14 de noviembre de 2008  | 00:55      | Space Shuttle  | Endeavour                       | STS-126                                              |
| 15 de marzo de 2009      | 23:43      | Space Shuttle  | Discovery                       | STS-119                                              |
| 11 de mayo de 2009       | 18:01      | Space Shuttle  | Atlantis                        | STS-125                                              |
| 15 de julio de 2009      | 22:03      | Space Shuttle  | Endeavour                       | STS-127                                              |
| 28 de agosto de 2009     | 03:59      | Space Shuttle  | Discovery                       | STS-128                                              |
| 16 de noviembre de 2009  | 19:28      | Space Shuttle  | Atlantis                        | STS-129                                              |
| 8 de febrero de 2010     | 09:14      | Space Shuttle  | Endeavour                       | STS-130                                              |
| 5 de abril de 2010       | 10:21      | Space Shuttle  | Discovery                       | STS-131                                              |
| 14 de mayo de 2010       | 18:20      | Space Shuttle  | Atlantis                        | STS-132                                              |
| 24 de febrero de 2011    | 21:53      | Space Shuttle  | Discovery                       | STS-133                                              |
| 16 de mayo de 2011       | 12:56      | Space Shuttle  | Endeavour                       | STS-134                                              |
| 8 de julio de 2011       | 15:29      | Space Shuttle  | Atlantis                        | STS-135                                              |
| 19 de febrero de 2017    | 14:39      | Falcon 9 FT    | F9-30                           | SpaceX CRS-10                                        |
| 16 de marzo de 2017      | 06:00      | Falcon 9 FT    | F9-31                           | EchoStar 23                                          |
| 30 de marzo de 2017      | 22:27      | Falcon 9 FT    | F9-32                           | SES-10                                               |
| 1 de mayo de 2017        | 11:15      | Falcon 9 FT    | F9-33                           | NROL-76                                              |
| 15 de mayo de 2017       | 23:21      | Falcon 9 FT    | F9-34                           | Inmarsat-5 F4                                        |
| 3 de junio de 2017       | 21:07      | Falcon 9 FT    | F9-35                           | SpaceX CRS-11                                        |
| 23 de junio de 2017      | 19:10      | Falcon 9 FT    | F9-36                           | BulgariaSat-1                                        |
| 5 de julio de 2017       | 23:38      | Falcon 9 FT    | F9-38                           | Intelsat 35e                                         |
| 14 de agosto de 2017     | 16:31      | Falcon 9 FT    | F9-39                           | SpaceX CRS-12                                        |
| 7 de septiembre de 2017  | 14:00      | Falcon 9 FT    | F9-41                           | Boeing X-37B OTV-5                                   |
| 11 de octubre de 2017    | 22:53      | Falcon 9 FT    | F9-43                           | SES-11 / EchoStar 105                                |
| 30 de octubre de 2017    | 19:34      | Falcon 9 FT    | F9-44                           | Koreasat 5A                                          |
| 6 de febrero de 2018     | 20:45      | Falcon Heavy   | FH-1                            | Tesla Roadster de Elon Musk                          |
| 11 de mayo de 2018       | 20:14      | Falcon 9 B5    | F9-54                           | Bangabandhu-1                                        |
| 15 de noviembre de 2018  | 20:46      | Falcon 9 B5    | F9-63                           | Es'hail 2                                            |
| 2 de marzo de 2019       | 07:46      | Falcon 9 B5    | F9-69                           | Crew Dragon Demo-1                                   |
| 11 de abril de 2019      | 22:35      | Falcon Heavy   | FH-2                            | Arabsat-6A                                           |
| 25 de junio de 2019      | 06:30      | Falcon Heavy   | FH-3                            | STP-2                                                |
| 19 de enero de 2020      | 15:30      | Falcon 9 B5    | F9-79                           | Crew Dragon in-flight abort test                     |
| 18 de marzo de 2020      | 12:16      | Falcon 9 B5    | F9-83                           | Starlink Launch 5                                    |
| 22 de abril de 2020      | 19:30      | Falcon 9 B5    | F9-84                           | Starlink Launch 6                                    |
| 30 de mayo de 2020       | 19:22      | Falcon 9 B5    | F9-85                           | Crew Dragon Demo-2                                   |
| 7 de agosto de 2020      | 05:12      | Falcon 9 B5    | F9-90                           | Starlink Launch 9 / SXRS-1 (BlackSky Global 7 and 8) |
| 3 de septiembre de 2020  | 12:46      | Falcon 9 B5    | F9-93                           | Starlink Launch 11                                   |
| 6 de octubre de 2020     | 11:29      | Falcon 9 B5    | F9-94                           | Starlink Launch 12                                   |
| 18 de octubre de 2020    | 12:25      | Falcon 9 B5    | F9-95                           | Starlink Launch 13                                   |
| 16 de noviembre de 2020  | 00:27      | Falcon 9 B5    | F9-98                           | SpaceX Crew-1                                        |
| 6 de diciembre de 2020   | 16:17      | Falcon 9 B5    | F9-101                          | SpaceX CRS-21                                        |
| 19 de diciembre de 2020  | 14:00      | Falcon 9 B5    | F9-103                          | NROL-108                                             |
| 20 de enero de 2021      | 13:02      | Falcon 9 B5    | F9-105                          | Starlink Launch 16                                   |
| 4 de marzo de 2021       | 08:24      | Falcon 9 B5    | F9-109                          | Starlink Launch 17                                   |
| 14 de marzo de 2021      | 10.01      | Falcon 9 B5    | F9-111                          | Starlink Launch 21                                   |
| 23 de abril de 2021      | 09:49      | Falcon 9 B5    | F9-114                          | SpaceX Crew-2                                        |
| 4 de mayo de 2021        | 19.01      | Falcon 9 B5    | F9-116                          | Starlink Launch 25                                   |
| 15 de mayo de 2021       | 22:56      | Falcon 9 B5    | F9-118                          | Starlink Launch 26 / Capella-6 / Tyvak-0130          |
| 3 de junio de 2021       | 17:29      | Falcon 9 B5    | F9-120                          | SpaceX CRS-22                                        |
| 29 de agosto de 2021     | 07:14      | Falcon 9 B5    | F9-124                          | SpaceX CRS-23                                        |
| 16 de septiembre de 2021 | 00:02      | Falcon 9 B5    | F9-126                          | Inspiration4                                         |
| 11 de noviembre de 2021  | 02:03      | Falcon 9 B5    | F9-127                          | SpaceX Crew-3                                        |
| 9 de diciembre de 2021   | 06:00      | Falcon 9 B5    | F9-131                          | Imaging X-ray Polarimetry Explorer (IXPE)            |
| 21 de diciembre de 2021  | 10:06      | Falcon 9 B5    | F9-134                          | SpaceX CRS-24                                        |
| 6 de enero de 2022       | 21:49      | Falcon 9 B5    | F9-135                          | Starlink Group 4-5                                   |
| 19 de enero de 2022      | 02:02      | Falcon 9 B5    | F9-137                          | Starlink Group 4-6                                   |
| 3 de febrero de 2022     | 18:13      | Falcon 9 B5    | F9-140                          | Starlink Group 4-7                                   |
| 3 de marzo de 2022       | 14:25      | Falcon 9 B5    | F9-143                          | Starlink Group 4-9                                   |
| 8 de abril de 2022       | 15:17      | Falcon 9 B5    | F9-147                          | Axiom Mission 1                                      |
| 27 de abril de 2022      | 07:52      | Falcon 9 B5    | F9-150                          | SpaceX Crew-4                                        |
| 6 de mayo de 2022        | 09:46      | Falcon 9 B5    | F9-152                          | Starlink Group 4-17                                  |
| 18 de mayo de 2022       | 10:59      | Falcon 9 B5    | F9-155                          | Starlink Group 4-18                                  |
| 17 de junio de 2022      | 16:09      | Falcon 9 B5    | F9-158                          | Starlink Group 4-19                                  |
| 15 de julio de 2022      | 00:44      | Falcon 9 B5    | F9-164                          | SpaceX CRS-25                                        |
| 24 de julio de 2022      | 13:38      | Falcon 9 B5    | F9-167                          | Starlink Group 4-25                                  |
| 10 de agosto de 2022     | 02:14      | Falcon 9 B5    | F9-169                          | Starlink Group 4-26                                  |
| 11 de septiembre de 2022 | 01:20      | Falcon 9 B5    | F9-175                          | Starlink Group 4-2                                   |
| 5 de octubre de 2022     | 16:00      | Falcon 9 B5    | F9-178                          | SpaceX Crew-5                                        |
| 1 de noviembre de 2022   | 13:41      | Falcon Heavy   | FH-4                            | USSF-44                                              |
| 26 de noviembre de 2022  | 19:20      | Falcon 9 B5    | F9-187                          | SpaceX CRS-26                                        |
| 8 de diciembre de 2022   | 22:27      | Falcon 9 B5    | F9-188                          | OneWeb Flight #15 / SpaceX Flight 1                  |
| 17 de diciembre de 2022  | 21:32      | Falcon 9 B5    | F9-192                          | Starlink Group 4-37                                  |
| 15 de enero de 2023      | 22:56      | Falcon Heavy   | FH-5                            | USSF-67                                              |
| 2 de febrero de 2023     | 07:58      | Falcon 9 B5    | F9-201                          | Starlink Group 5-3                                   |
| 2 de marzo de 2023       | 05:34      | Falcon 9 B5    | F9-207                          | SpaceX Crew-6                                        |
| 15 de marzo de 2023      | 00:30      | Falcon 9 B5    | F9-210                          | SpaceX CRS-27                                        |
| 1 de mayo de 2023        | 00:26      | Falcon Heavy   | FH-6                            | ViaSat-3 Americas                                    |
| 21 de mayo de 2023       | 21:37      | Falcon 9 B5    | F9-226                          | Axiom Mission 2                                      |
| 5 de junio de 2023       | 15:47      | Falcon 9 B5    | F9-230                          | SpaceX CRS-28                                        |
| 29 de julio de 2023      | 03:04      | Falcon Heavy   | FH-7                            | Jupiter-3 (EchoStar-24)                              |
| 26 de agosto de 2023     | 07:27      | Falcon 9 B5    | F9-249                          | SpaceX Crew-7                                        |
| 4 de septiembre de 2023  | 02:47      | Falcon 9 B5    | F9-253                          | Starlink Group 6-12                                  |
| 13 de octubre de 2023    | 14:19      | Falcon Heavy   | FH-8                            | Psyche                                               |
| 10 de noviembre de 2023  | 01:28      | Falcon 9 B5    | F9-271                          | SpaceX CRS-29                                        |
| 29 de diciembre de 2023  | 01:07      | Falcon Heavy   | FH-9                            | USSF-52 (Boeing X-37B OTV-7)                         |
| 18 de enero de 2024      | 21:49      | Falcon 9 B5    | F9-291                          | Axiom Mission 3                                      |
| 29 de enero de 2024      | 01:10      | Falcon 9 B5    | F9-293                          | Starlink Group 6-38                                  |
| 15 de febrero de 2024    | 06:05      | Falcon 9 B5    | F9-299                          | IM-1 Nova-C                                          |
| 4 de marzo de 2024       | 03:53      | Falcon 9 B5    | F9-305                          | SpaceX Crew-8                                        |
| 16 de marzo de 2024      | 00:21      | Falcon 9 B5    | F9-310                          | Starlink Group 6-44                                  |
| 24 de marzo de 2024      | 03:09      | Falcon 9 B5    | F9-313                          | Starlink Group 6-42                                  |
| 30 de marzo de 2024      | 21:52      | Falcon 9 B5    | F9-315                          | Eutelsat 36D                                         |
| 7 de abril de 2024       | 23:16      | Falcon 9 B5    | F9-320                          | Bandwagon-1                                          |
| 17 de abril de 2024      | 21:26      | Falcon 9 B5    | F9-324                          | Starlink Group 6-51                                  |
| 28 de abril de 2024      | 00:34      | Falcon 9 B5    | F9-327                          | Galileo-L12 (FOC FM25 & FM27)                        |
| 8 de mayo de 2024        | 18:42      | Falcon 9 B5    | F9-332                          | Starlink Group 6-56                                  |
| 24 de mayo de 2024       | 02:45      | Falcon 9 B5    | F9-339                          | Starlink Group 6-63                                  |
| 25 de junio de 2024      | 21:26      | Falcon Heavy   | FH-10                           | GOES-19                                              |
| 27 de julio de 2024      | 05:45      | Falcon 9 B5    | F9-355                          | Starlink Group 10-9                                  |
| 2 de agosto de 2024      | 05:01      | Falcon 9 B5    | F9-358                          | Starlink Group 10-6                                  |
| 12 de agosto de 2024     | 10:37      | Falcon 9 B5    | F9-363                          | Starlink Group 10-7                                  |
| 10 de septiembre de 2024 | 09:23      | Falcon 9 B5    | F9-372                          | Polaris Dawn                                         |
| 14 de octubre de 2024    | 16:06      | Falcon Heavy   | FH-11                           | Europa Clipper                                       |
| 5 de noviembre de 2024   | 02:29      | Falcon 9 B5    | F9-389                          | SpaceX CRS-31                                        |
| 11 de noviembre de 2024  | 17:22      | Falcon 9 B5    | F9-392                          | Koreasat 6A                                          |
| 17 de noviembre de 2024  | 22:28      | Falcon 9 B5    | F9-396                          | Optus-X/TD7                                          |
| 27 de noviembre de 2024  | 04:41      | Falcon 9 B5    | F9-402                          | Starlink Group 6-76                                  |
| 5 de diciembre de 2024   | 16:10      | Falcon 9 B5    | F9-407                          | SXM-9                                                |
| 17 de diciembre de 2024  | 22:26      | Falcon 9 B5    | F9-412                          | O3b mPOWER 7 & 8                                     |
| 23 de diciembre de 2024  | 05:35      | Falcon 9 B5    | F9-414                          | Starlink Group 12-2                                  |
| 31 de diciembre de 2024  | 05:39      | Falcon 9 B5    | F9-417                          | Starlink Group 12-6                                  |
| 8 de enero de 2025       | 15:27      | Falcon 9 B5    | F9-420                          | Starlink Group 12-11                                 |
| 15 de enero de 2025      | 06:11      | Falcon 9 B5    | F9-425                          | Blue Ghost Mission 1 / Hakuto-R Mission 2            |
| 21 de enero de 2025      | 05:24      | Falcon 9 B5    | F9-426                          | Starlink Group 13-1                                  |
| 30 de enero de 2025      | 01:34      | Falcon 9 B5    | F9-430                          | Spainsat NG I                                        |
| 4 de febrero de 2025     | 23:13      | Falcon 9 B5    | F9-433                          | WorldView Legion 5 & 6                               |
| 27 de febrero de 2025    | 00:16      | Falcon 9 B5    | F9-441                          | IM-2 Nova-C                                          |
| 14 de marzo de 2025      | 23:03      | Falcon 9 B5    | F9-446                          | SpaceX Crew-10                                       |
| 1 de abril de 2025       | 01:46      | Falcon 9 B5    | F9-453                          | Fram2                                                |
| 13 de abril de 2025      | 00:53      | Falcon 9 B5    | F9-459                          | Starlink Group 12-17                                 |
| 21 de abril de 2025      | 08:15      | Falcon 9 B5    | F9-462                          | SpaceX CRS-32                                        |
| 29 de abril de 2025      | 02:34      | Falcon 9 B5    | F9-467                          | Starlink Group 12-10                                 |
| 4 de mayo de 2025        | 08:54      | Falcon 9 B5    | F9-469                          | Starlink Group 6-84                                  |
| 13 de mayo de 2025       | 05:02      | Falcon 9 B5    | F9-474                          | Starlink Group 6-83                                  |
| 28 de mayo de 2025       | 13:30      | Falcon 9 B5    | F9-481                          | Starlink Group 10-32                                 |
| 25 de junio de 2025      | 06:31      | Falcon 9 B5    | F9-495                          | Axiom Mission 4                                      |
| 1 de julio de 2025       | 21:04      | Falcon 9 B5    | F9-499                          | MTG-S1 / Sentinel-4A                                 |
| 1 de agosto de 2025      | 15:43      | Falcon 9 B5    | F9-513                          | SpaceX Crew-11                                       |

## Galería

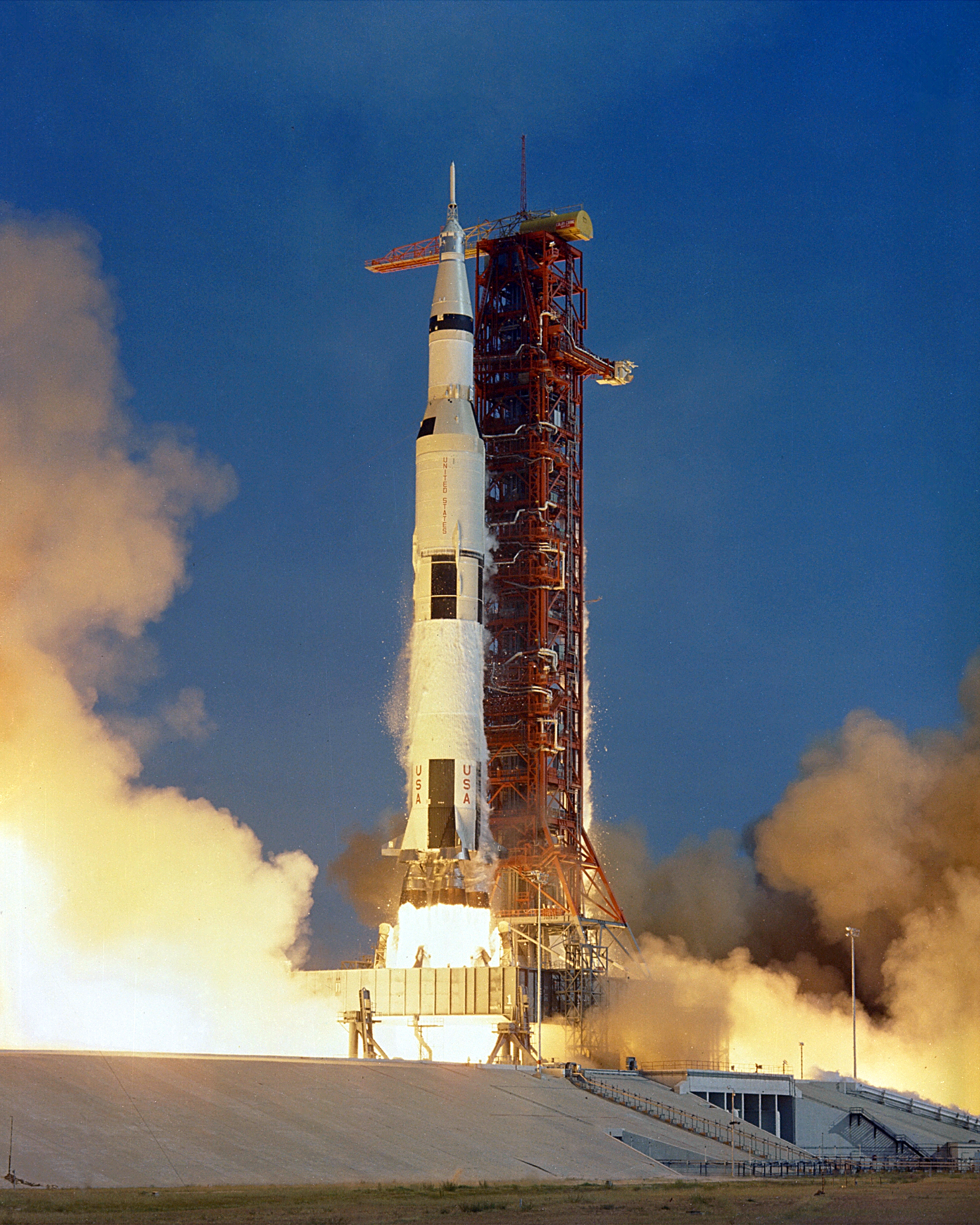
Lanzamiento del Apolo 11 en el LC-39A (1969)
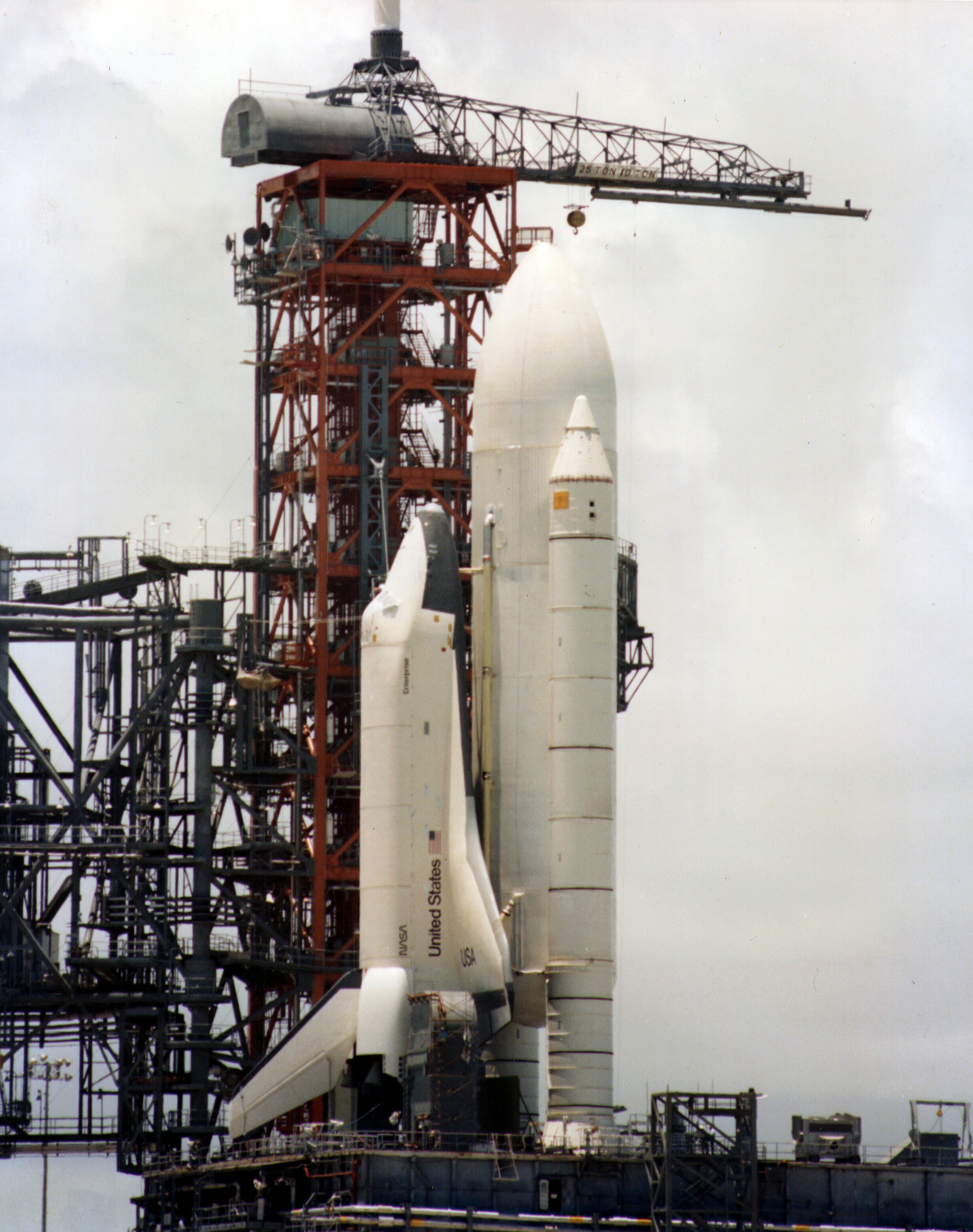
Transbordador Espacial Enterprise en el LC-39A durante las pruebas de control de ajuste (1979)
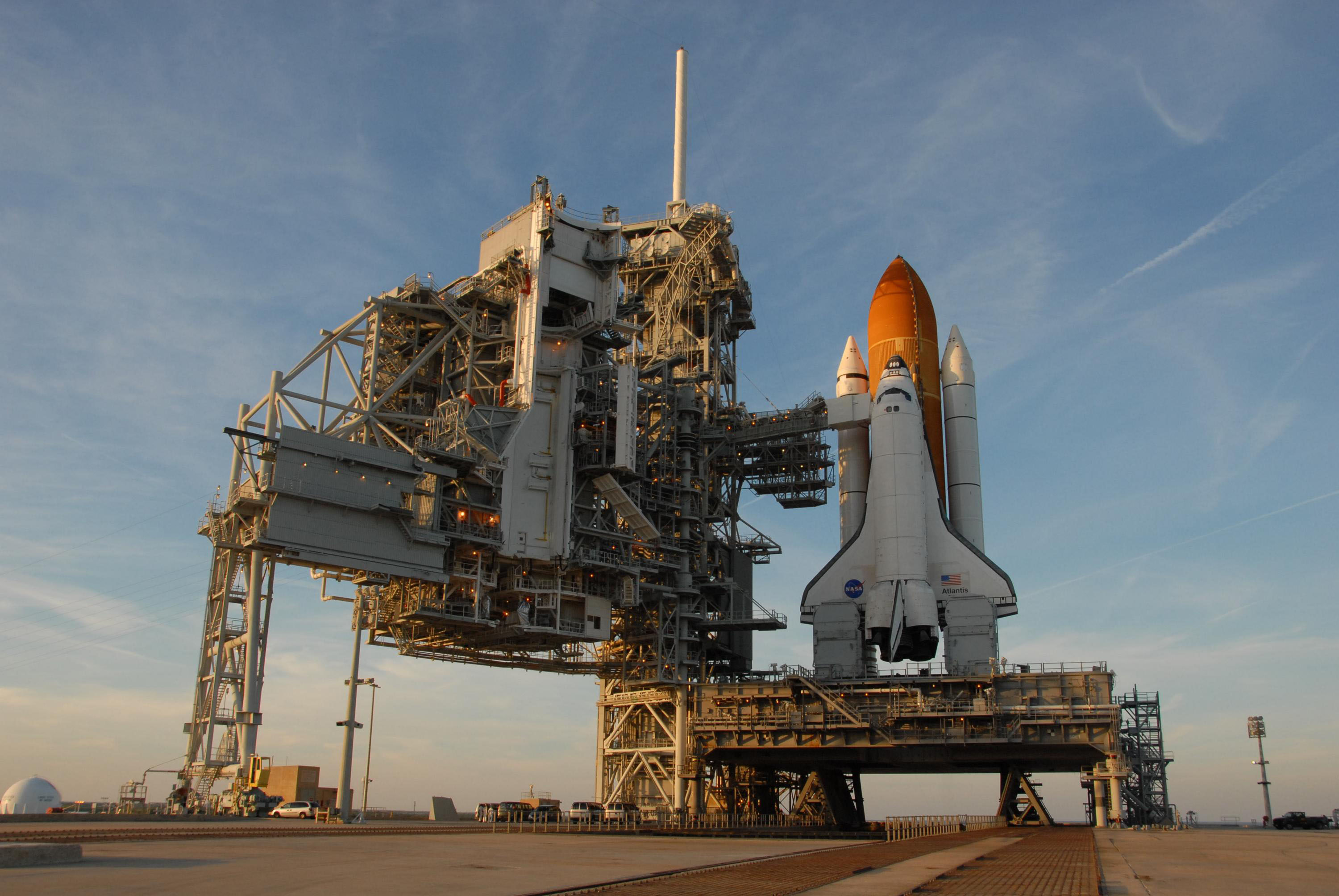
Transbordador Espacial Atlantis en el LC-39A (2007)
- Prueba del sistema de diluvio en la plataforma 39A (2017)
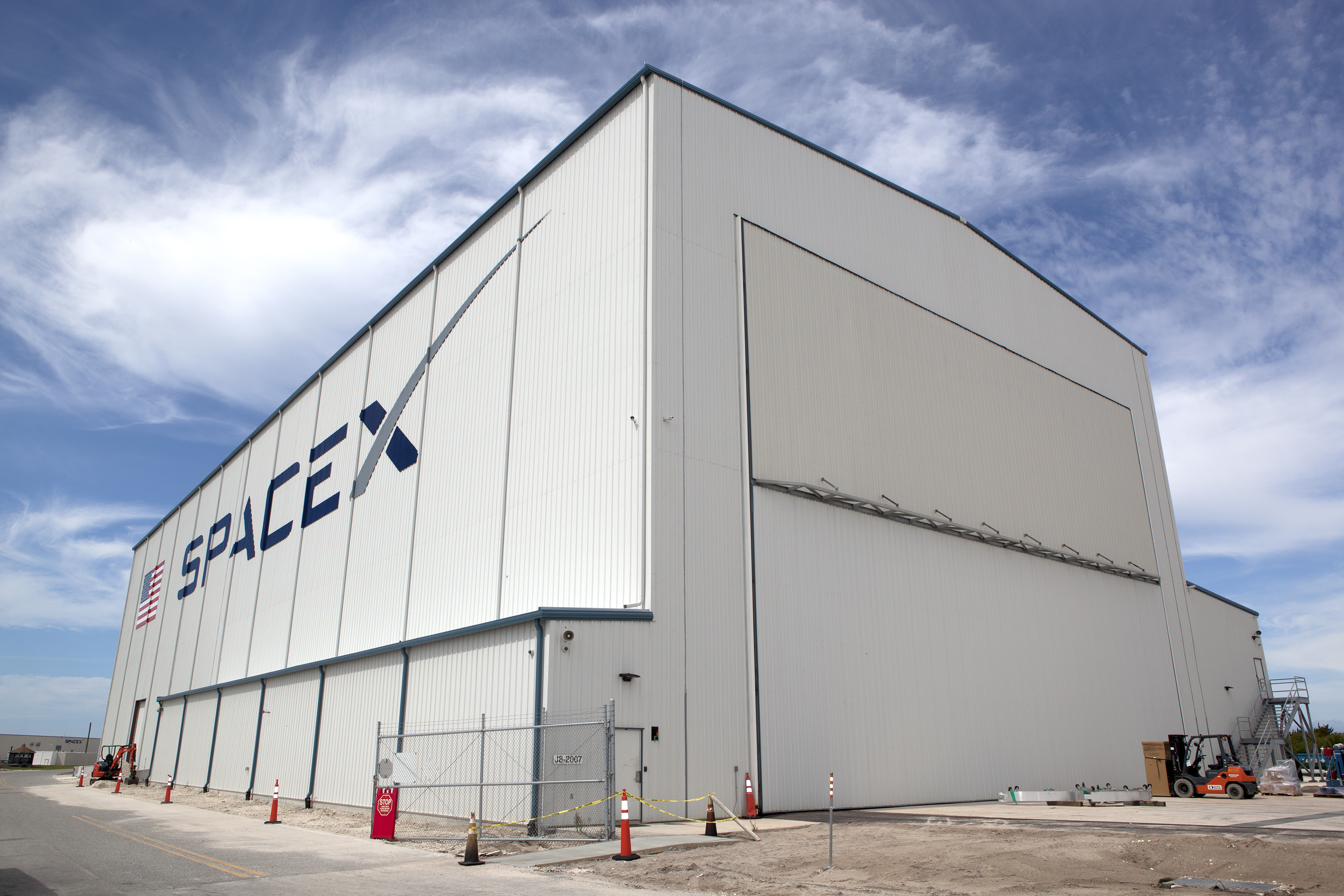
Instalación de integración horizontal de SpaceX (HIF)
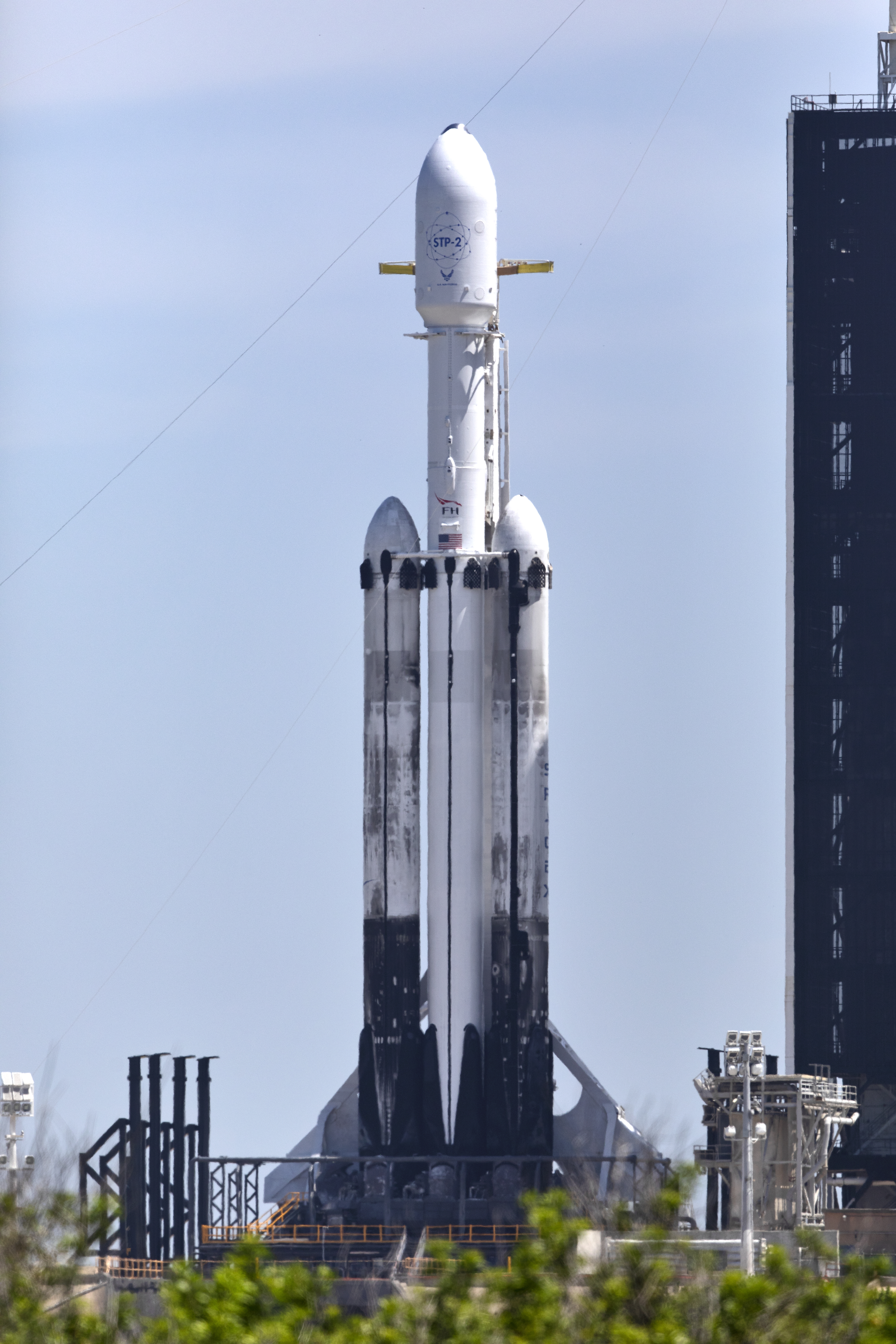
Falcon Heavy en LC-39A (2019)
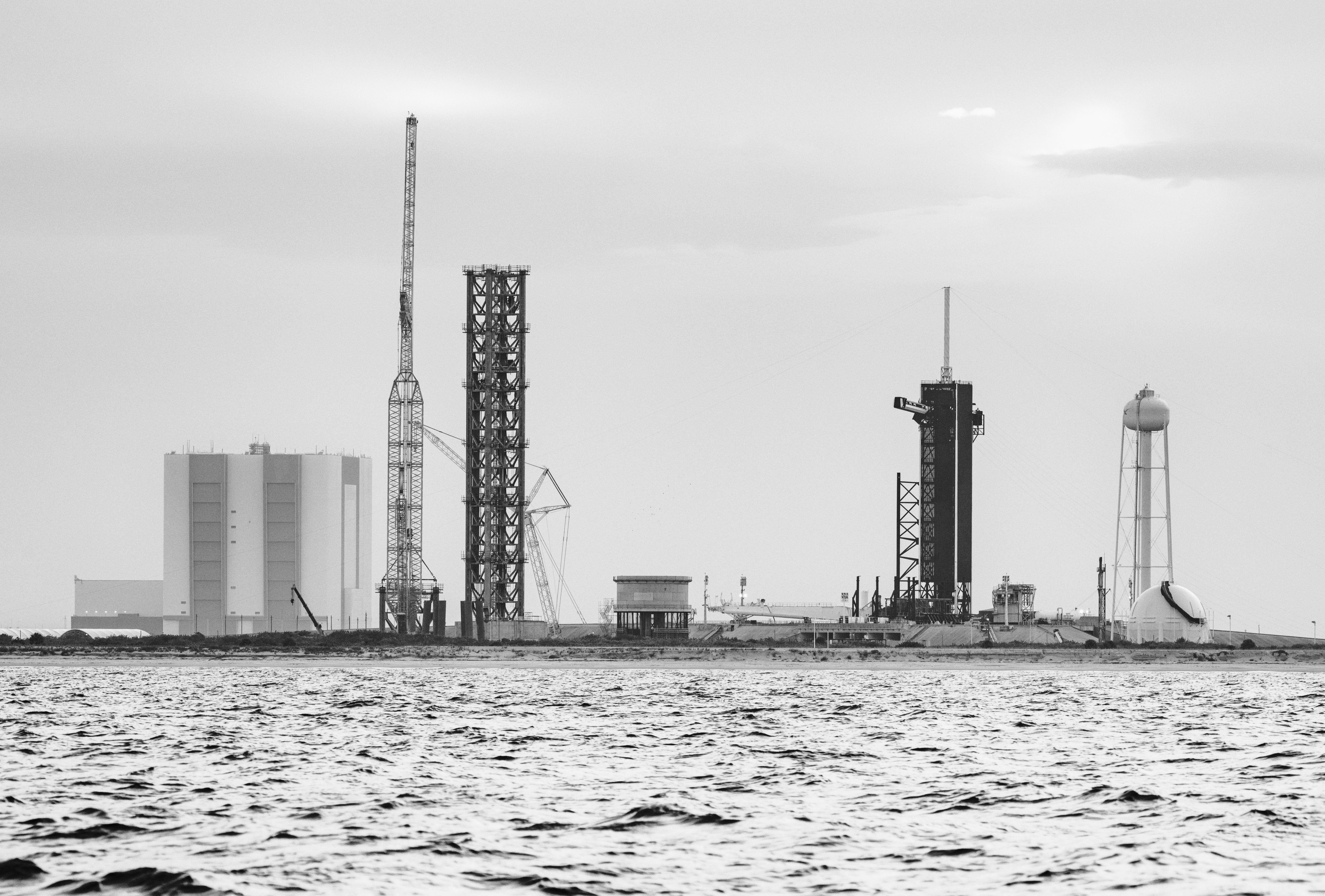
Construcción de la futura torre de lanzamiento para la plataforma de lanzamiento dedicada SpaceX Starship en LC-39A (2022)